# Урькинский
Урькинский — посёлок в Канском районе Красноярского края. Входит в состав Большеуринского сельсовета.

## География
Расположен на правом берегу реки Большая Уря, в 3,5 км к северу от села Большая Уря.

## История
В 1976 г. Указом Президиума ВС РСФСР поселок подсобного хозяйства горбольницы переименован в Урькинский.

## Население
| 2010 |
| ---- |
| 0    |